# Oostelijke Rätische Alpen
De Oostelijke Rätische Alpen zijn een deel van de Centrale zone van de Oostelijke Alpen dat zich op de grens tussen Noord-Tirol (Oostenrijk) en Zuid-Tirol (Italië) bevindt. De Oostelijke Rätische Alpen omvatten drie groepen:
- Ötztaler Alpen
- Stubaier Alpen
- Sarntaler Alpen

De overkoepelende term Oostelijke Rätische Alpen wordt in tegenstelling tot de Westelijke Rätische Alpen en de Zuidelijke Rätische Alpen weinig gebruikt.

## Ligging
De grens met de Westelijke Rätische Alpen wordt gevormd door het Oberinntal, de zijvallei naar de Reschenpas en de bovenloop van de Etsch (Adige). De Etsch vormt ook de zuidoostelijke grens waar de Zuidelijke Rätische Alpen aan de overzijde van het brede dal (de Vinschgau) liggen.
In het zuidoosten liggen de Dolomieten; in het oosten de westelijke Tauern (meer specifiek de Zillertaler Alpen. De Brennerpas vormt de grens tussen de Stubaier Alpen (Oostelijke Rätische Alpen) en de Zillertaler Alpen.
In het noorden worden de Oostelijke Rätische Alpen duidelijk begrensd door het brede dal van de Inn. Aan de overzijde liggen de Noordtiroler Kalkalpen.
Het Ötztal ligt centraal in het noorden van de Oostelijke Rätische Alpen en biedt toegang tot zowel de Ötztaler Alpen als de Stubaier Alpen.